# Abyzowo (Baszkortostan)
Abyzowo (ros. Абызово) – wieś (sieło) w Rosji, w Baszkortostanie, w rejonie karaidielskim. W 2010 liczyła 905 mieszkańców.